# 에드워드 3세
에드워드 3세(Edward III, 1312년 11월 13일 ~ 1377년 6월 21일)는 중세 시대의 가장 성공적인 왕으로 평가받고 있는 잉글랜드의 국왕으로, 에드워드 2세의 장자이다. 외숙 프랑스왕 샤를 4세의 사망으로 프랑스의 왕위 요구자 에두아르(Édouard)로서 백년전쟁을 일으켰다.

## 어린 시절
부왕 에드워드 2세는 스코틀랜드와의 배넉번 전투(1314년)에서 패배하는 등 국내외적으로 실정을 거듭한 매우 무능한 군주였다. 특히 자신의 동성애 상대였던 피어스 개버스턴에게 콘월 백작 작위를 내리는 등 측근들만 총애하고 중용하였다. 또한 그의 측근들은 왕의 총애만 믿고 국정을 농단했다. 귀족들의 불만이 팽배한 가운데 이를 보다 못한 왕비 이사벨은 자신의 정부인 로저 모티머와 함께 1326년 9월에 반란을 일으켜 에드워드 2세를 폐위시켜 버렸다.
1327년 1월 29일, 15살의 어린 에드워드 3세가 즉위하였다. 명목상의 섭정은 5촌 숙부인 랭커스터 백작 헨리였으나 실질적으로는 어머니 이사벨과 그녀의 정부 로저 모티머가 맡고 있었다.

## 즉위 초기

### 에든버러 조약
즉위 직후 아직 끝나지 않은 스코클랜드와의 전쟁을 종식시키기 위하여 에든버러조약을 체결하였다. 이 조약으로 인하여 스코틀랜드의 국왕 로버트 1세는 정식으로 왕으로 인정 받았으며, 잉글랜드는 스코틀랜드에 대한 모든 권리를 무상으로 포기하였다. 그리고 1328년에 조인된 노샘프턴 조약으로 로버트 1세의 아들과 에드워드 3세의 여동생 사이의 결혼이 이루어짐으로써 양국의 관계는 더욱 돈독해졌다.
에드워드 3세는 조부인 에드워드 1세의 유언을 생각하여 이러한 조치들을 못마땅해하였으나 당시 세력이 강하였던 그의 어머니와 모티머가 국내 정치 안정을 위해 필요한 조치라는 설득과 압박을 받고 조약을 체결하였다.

### 친정 구축
1328년 1월 24일에 에드워드 3세는 필리파와 결혼했고, 1330년 6월 15일에 아들 에드워드(흑태자)를 얻었다. 왕자가 태어난 후 모티머와의 관계가 악화되며 양측의 긴장이 고조되어 갔다. 양측간 갈등이 지속되자 에드워드 3세는 섭정 세력을 물리쳐서 친정을 구축하고 실권을 찾기 위한 행동에 돌입했다. 1330년 10월 19일 측근들과 함께 노팅엄 성을 기습 공격하여 전격적으로 모티머를 체포한 후 처형했다. 어머니 이사벨도 수녀원에 유폐하여 정치에 일체 간섭하지 못하게 했다. 이로써 만 18세가 되는 해에 친정을 시작하게 되었다.

### 스코틀랜드 정책 실패
왕권을 강화하는 데 성공한 그의 첫 번째 목표는 스코틀랜드였다. 당시 스코틀랜드는 로버트 1세가 죽고 그의 아들이자 에드워드의 매제인 데이비드 2세가 즉위해 있었는데 그의 나이가 아직 어려 정치적으로 불안한 상황이었다. 에드워드는 이를 이용하여 로버트 1세가 추방한 귀족들의 쿠데타를 지원하여 그들의 우두머리를 왕위에 앉히는 데 성공했다. 그러나 프랑스로 망명했던 데이비드 2세가 1341년에 다시 스코틀랜드 왕위를 탈환하는 데 성공하여 에드워드의 야망은 결국 실패하고 말았다.

## 백년 전쟁
프랑스의 카페 왕조가 단절되자 1339년에 프랑스 왕위 계승권을 주장, 또 프랑스의 플랑드르 무역의 침해에 간섭하여 백년 전쟁을 촉발시켰다. 왕자 에드워드 흑태자의 활약으로 크레시 전투에서 대승하였고, 같은 해 칼레를 점령하여 프랑스 침공의 발판을 마련했다. 1355년에 재차 개전, 이듬해의 푸와티에의 승리에도 불구하고 왕관 획득엔 성공하지 못하고 그 대신으로 아키텐을 얻었다. 그러나 1369년에 재차 개전, 이번에는 강력한 프랑스 국민주의에 압도되어 대륙에서 철병했다.

## 말년
말년에는 의회의 반대와 앨리스 페러즈를 열애하는 가운데, 아들 곤트의 존에게 정권을 농단당하였다. 그의 치세는 기사도의 최후를 장식하는 시대임과 동시에 장기에 걸친 대륙 전쟁의 결과로서 봉건 군제가 퇴색하여, 봉건 말기의 양상이 조야를 뒤덮고 있었다. 흑사병의 만연은 그의 치세기에 해당되며, 또 정치의식의 앙양으로서는 1376년의 선량 의회가 있었고, 위클리프의 개혁도 이 시대에 발단하였다. 재위 기간 동안 전쟁 비용을 많이 써 왔기 때문에 국가 재정에 대한 의회의 힘이 강해지게 되었다.

## 죽음
그는 그의 맏아들인 흑태자를 뒤따르듯 그가 죽은 다음해인 1377년 쉰 궁에서 사망하였다.

## 가계도

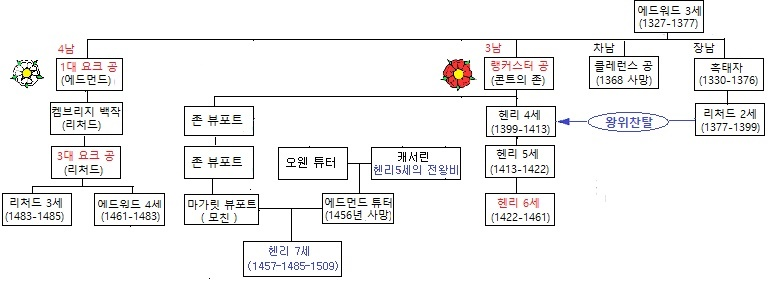
에드워드 3세의 가계도

그의 맏아들 에드워드는 흑태자라는 별명으로 더 유명하다. 그러나 흑태자 에드워드는 부왕보다 앞서 병사했다. 다른 아들 앤트워프의 라이오넬, 곤트의 존, 랭글리의 에드먼드의 후손들 사이에 잉글랜드의 왕위 계승권을 놓고 분쟁이 발생하기도 했다. 이를 장미 전쟁이라 부른다. 우드스톡의 토머스는 리처드 2세 치세 때 청원파의 일원으로써 활동하나 국왕의 분노를 사 처형당한다.

## 참고 자료
- 이 문서에는 다음커뮤니케이션(현 카카오)에서 GFDL 또는 CC-SA 라이선스로 배포한 글로벌 세계대백과사전의 내용을 기초로 작성된 글이 포함되어 있습니다.